# سد أتاتورك
سد أتاتورك (بالتركية: Atatürk Barajı) هو سد على مجرى نهر الفرات يقع في محافظة أورفة بالجمهورية التركية. يعد سد أتاتورك واحدة من أكبر السدود الركامية في العالم، بُني السد باستخدام الصخور والخرسانة والردم، ويبلغ ارتفاعه 184 مترًا وطوله 1820 مترًا.
أبتداء في تشيده عام 1983 وأنجز عام 1992 وقد صنع السد بحيرة صناعية تبلغ مساحتها السطحية 817 كم2 ويبلغ حجم المياه المجمعة في السد قرابة 48 مليار متر مكعب ويتواجد على السد ثمانية توربينات لتوليد الكهرباء بقدرة 2,400 ميغاواط.